# Чебаненко Олександр Іванович
Олекса́ндр Іва́нович Чебаненко (31 липня 1947, Трускавець) — український лікар та науковець, заслужений лікар України, доктор медичних наук, професор, академік Європейської академії проблем людини, завідувач кафедри курортного менеджменту Дрогобицького державного педагогічного університету ім. І. Франка, заступник редактора «Українського бальнеологічного журналу», голова правління ПрАТ СГК «Дніпро-Бескид», депутат Львівської обласної ради. Кавалер ордена князя Ярослава Мудрого V ступеня, ордена «За заслуги» I, II та III ступенів, кавалер «Золотого хреста Заслуги», почесний громадянин міста Трускавець. У 2017 році увійшов до «Топ-100 найвпливовіших осіб Львівщини» за версією Інформагентства «Медіастар», де у категорії «Медицина» посів перше місце.

## Життєпис
Олександр Чебаненко народився 31 липня 1947 року в м. Трускавець Львівської області. Його батько був першим головним лікарем Дрогобицької обласної лікарні в післявоєнний період, мати — медсестра. У 1973 році закінчив Львівський державний медичний інститут за спеціальністю лікар-уролог. Цього ж року починав працювати хірургом-урологом Дрогобицької районної лікарні.
У 1974—1975 роках Олександр Чебаненко працював завідувачем урологічного відділу санаторію «Кристал» у Трускавці, у 1975—1977 роках — старшим інспектором лікувально-профілактичного відділу Трускавецької курортної ради.
У 1977 році Олександр Чебаненко призначений головним лікарем санаторія «Дніпро», з 1997 року — голова правління та головний лікар ПрАТ "Санаторно-готельний комплекс «Дніпро-Бескид».
Олександр Чебаненко очолює у Трускавці науково-виробничу групу клінічної бальнеології і фізіотерапії Інституту фізіології ім. О. О. Богомольця Національної академії наук України.
З 2002 року Олександр Чебаненко завідувач кафедри курортного менеджменту на базі ЗАТ СГК «Дніпро-Бескид» з підготовки кадрів з менеджменту готельного, курортного і туристичного сервісу Дрогобицького державного педагогічного університету ім. Івана Франка.
З 2004 року Олександр Чебаненко голова правління спеціальної економічної зони Курортополіс «Трускавець».
Олександр Чебаненко неодноразово обирали депутатом Трускавецької міської ради, членом виконкому. Нині він депутат Львівської обласної ради.

## Благодійність
Олександр Чебаненко опікується дитячим будинком «Оранта» у м. Дрогобичі. За його підтримки збудовано та будується п'ять церквів різних конфесій.

## Нагороди, звання та відзнаки
- Орден князя Ярослава Мудрого IV ст. (1 грудня 2018) — за значний особистий внесок у державне будівництво, соціально-економічний, науково-технічний, культурно-освітній розвиток Української держави, вагомі трудові досягнення, багаторічну сумлінну працю[5]
- орден князя Ярослава Мудрого V ступеня (2009)[6];
- орден «За заслуги» І ступеня;
- орден «За заслуги» ІІ ступеня (2000)[7];
- орден «За заслуги» ІІІ ступеня (1997)[8];
- орден «Знак Пошани»;
- Золотий Хрест Заслуг;
- Орден Святого Рівноапостольного князя Володимира Великого (УПЦ КП);
- орден «Христа-Рятівника» (УПЦ КП);
- золотий орден Апостола Андрія Первозванного з діамантами (УПЦ КП);
- золотий орден святого князя Костянтина Острозького (УПЦ МП);
- орден святого Апостола Андрія Первозванного (УПЦ КП);
- орден святого великомученика Георгія Побідоносця (УПЦ МП);
- орден святого Архистратига Михаїла (УПЦ КП);
- медаль «Служить и защищать» ІІ, І ступенів (Білоруська Православна Церква);
- медаль «За вірність і відданість» (Українська Автокефальна Православна Церква);
- нагрудний знак «За особливі заслуги»;
- орден «За волю» І ступеня;
- золота медаль «За ефективне управління»;
- срібний та золотий орден «Взірець професіоналізму»;
- «Почесний громадянин Трускавця» (2007);
- Заслужений лікар України (1991).

## Сім'я
Людмила Яворська-Чебаненко (нар. 4 червня 1971) — старша донька, доктор медичних наук, заслужений працівник охорони здоров'я України, лікар-гінеколог.

## Доробок
Олександр Чебаненко автор 76 наукових робіт, двох винаходів та шести монографій, дві з яких присвячені чорнобильським проблемам.
- Вода Нафтуся і водно-сольовий обмін. Попович І. Л., Чебаненко О. І., Флюнт І. С. Київ: Наукова думка. 1997
- Жовчогінна дія води «Нафтуся». Київ: Комп'ютерпрес. 1997
- Курорт Трускавець — дітям Чорнобиля. Величко Л. М., Чебаненко О. І. Київ: Здоров'я, 2000. 150 с.
- Паратирин і кальцитонінподібні термінові ефекти біоактивної води Нафтуся. Чебаненко О. І., Флюнт І. С. Український Бальнеологічний журнал, № 2. с. 52-56. 2001
- Особливості дії бальнеотерапії на курорті Трускавець на фагоцитарну ланку імунітету ліквідаторів аварії на ЧАЕС з різним ступенем імунодисфункції. Чебаненко О. І., Попович І. Л. Український Бальнеологічний журнал, с. 48-5. 2003
- Особливості імуномодулювальної дії бальнеочиників курорту Трускавець у ліквідаторів аварії на ЧАЕС з різним ступенем імунодисфункції. Бульба А. Я., Чебаненко О. І., Попович І. Л. ІІ міжнародна наук.- практ. конф. «Ресурси природних вод Карпатського регіону». Львів. 2003
- Реабілітація захисно-пристосувальних систем на курорті Трускавець. Чебаненко О. І., Попович І. Л. Київ: ЮНЕСКО-СОЦІО. 2004
- Поліваріантність бальнеоефектів чинників курорту Трускавець та їх прогнозування. Чебаненко О. І., Чебаненко Л. О., Попович І. Л. Київ: ЮНЕСКО-СОЦІО. 2012
- Порівняльне дослідження фізіологічної активності води Нафтуся Трускавецького і Помірецького родовищ. Сидорук Н. О., Чебаненко О. І., Попович І. Л., Жуков В. А. Інститут фізіології ім. О. О. Богомольця. Київ: ЮНЕСКО-СОЦІО. 216 с. 2017. ISBN 9781387447282